# Madonna del solletico

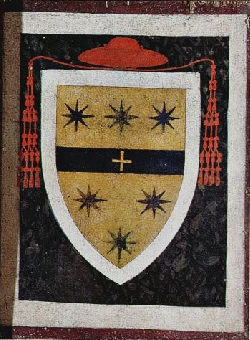
Lo stemma di Antonio Casini

La Madonna Casini (Madonna col Bambino), detta anche Madonna del solletico, di Masaccio, è una tempera su tavola di dimensioni molto piccole (24,50x18,20 cm), conservata agli Uffizi di Firenze e databile al 1426-1427.

## Storia
La piccola tavola doveva essere quasi certamente un dipinto per la devozione privata appartenuto al cardinale di origine senese, giurista e canonista, Antonio Casini, il cui stemma è dipinto sul retro della tavola (d'oro, alla fascia di nero caricata di una crocetta di rosso, e accompagnata da sei stelle a otto punte d'azzurro, ordinate in cinta). La presenza del cappello cardinalizio sullo stemma ha fatto pensare a una datazione concomitante o comunque posteriore alla sua nomina, avvenuta il 26 maggio 1426. Il cardinale, personaggio colto e raffinato, amico di Branda Castiglione (committente di Masolino e forse dello stesso Masaccio) era in contatto con vari umanisti ed è probabile che avesse scelto il pittore fiorentino dopo la partenza di Masolino per l'Ungheria.
Le vicende antiche dell'opera sono ignote. Fu scoperta nel 1947 da Rodolfo Siviero che la riportò in Italia tra i capolavori trafugati dai tedeschi durante la seconda guerra mondiale, esposta nella collezione Loeser a Palazzo Vecchio venne di nuovo rubata nel 1971 e ancora una volta ritrovata da Siviero due anni dopo. Dal 1988 è agli Uffizi.
Il primo ad attribuire l'opera a Masaccio fu Roberto Longhi nel 1950, avvicinandola per stile a un'altra opera di committenza privata, il Desco da parto, dove pure è presente un bambino dai tratti paffuti e vivaci. Non tutti gli altri studiosi accolsero l'ipotesi di Longhi, ma dopo la pubblicazione del catalogo di Berti su Masaccio (1954), gli studiosi contemporanei hanno pienamente accettato l'attribuzione.

## Descrizione
L'iconografia è piuttosto insolita, sicuramente legata a una committenza privata e quindi meno esposta a critiche e obiezioni, che comunque aveva almeno un precedente simile nella lunetta di Andrea Pisano sulla porta del campanile di Giotto. La Madonna regge in braccio il Bambino in fasce e con la destra lo benedice alzando due dita, ma il gesto si tramuta in un gesto più familiare, forse di solletico, che fa ridere il Figliuolo e gli fa afferrare il polso della madre con le manine. Lo sfondo è uno strato d'oro, sul quale risaltano le aureole finemente incise.
Il volto di Maria è comunque serio, come imponeva allora l'iconografia, poiché sottintendeva alla consapevolezza della sorte tragica del figlio.
Un elemento particolare è il pendente di corallo rosso al collo del Bambino, rivoltato di lato nel gioco. Esso è un amuleto di valore apotropaico di origine antichissima ed ancora oggi diffuso come dono ai neonati: nel campo della pittura rinascimentale si vede anche, ad esempio, nella Madonna di Senigallia e nella Pala di Brera di Piero della Francesca. Secondo la tradizione pagana i rametti appuntiti infilzavano il malocchio lanciato per invidia, mentre per i cristiani il suo colore rosso ricordava il sangue di Cristo, usato già nel medioevo per i reliquiari della Croce. Il corallo assumeva così la valenza di simbolo della doppia natura di Cristo, umana e divina.

## Stile
Nonostante il piatto sfondo oro, di retaggio medievale, il gruppo della Madonna col Bambino è costruito in maniera innovativa, ruotato di tre quarti e decentrato, tanto da suggerire un'idea di movimento di passaggio del gruppo. Se esistono precedenti trecenteschi per il volto di tre quarti della Vergine, non si conosce altra opera anteriore con una tale rotazione delle spalle, che dà alla composizione un effetto estremamente naturale.
La luce è di tipo naturale, stesa secondo lo stile tradizionale, ma illumina alcune parti lasciandone altre sorprendentemente in ombra, come i volti dei protagonisti. Tipica dello stile di Masaccio è poi la mano sinistra della Vergine, appena sbozzata ma estremamente espressiva, che tiene saldamente il peso del figlio.
Le due aureole sono rappresentate ancora in maniera piatta, non in prospettiva, ma il fatto che si incastrino l'una nell'altra suggerisce l'idea di piani spaziali diversi.
Il manto della Vergine è dotato di un particolare spessore, grazie al risalto dell'orlo dorato (con caratteri pseudo-cufici), che piegandosi aderisce al volume del suo corpo.
La ricchezza di particolari, così diversamente dall'essenzialità della Cappella Brancacci, è legata al piccolo formato ed alla destinazione privata dell'opera, che doveva essere fruita con una lenta contemplazione ravvicinata.

## Altre immagini

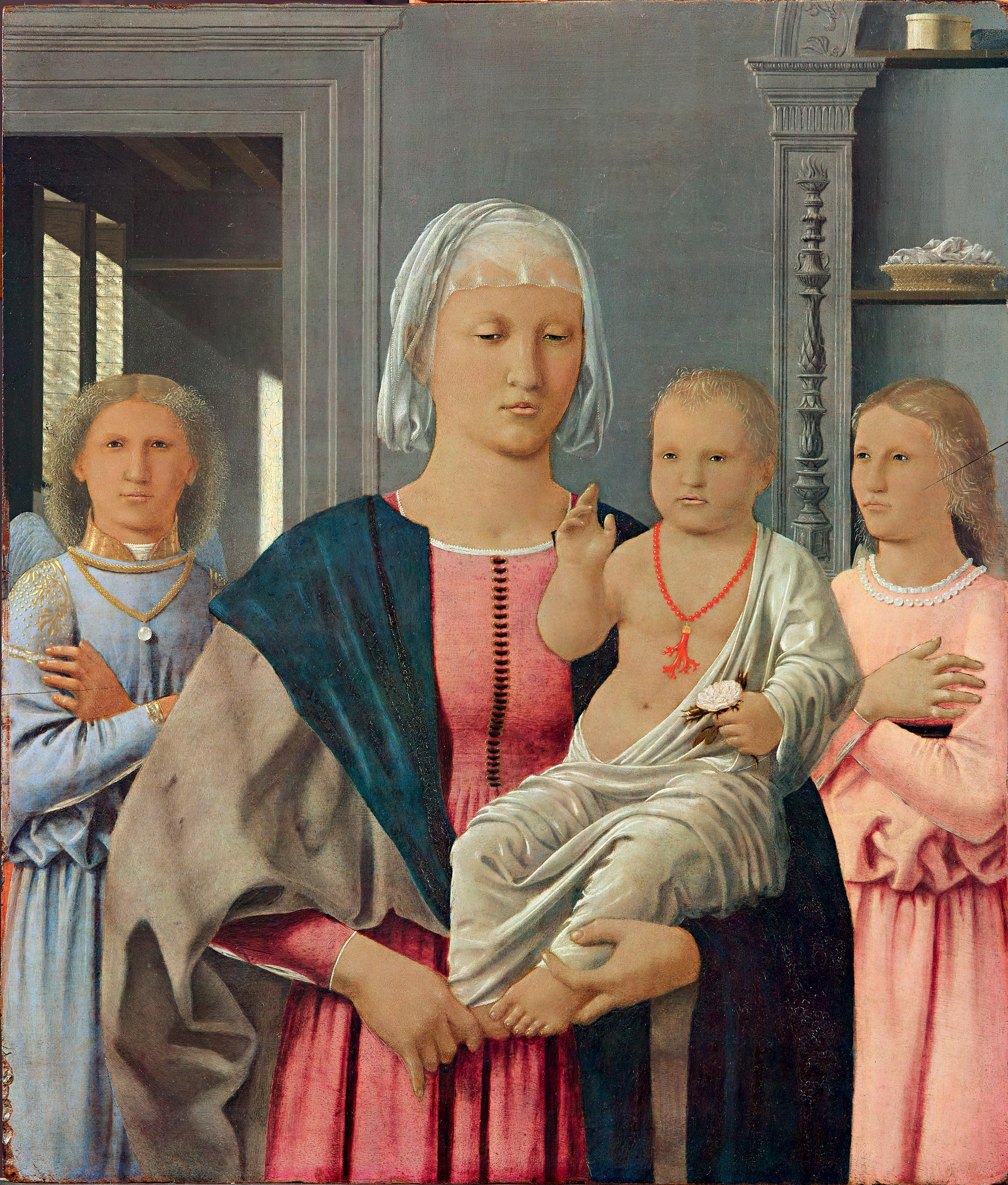
Piero della Francesca, Madonna di Senigallia
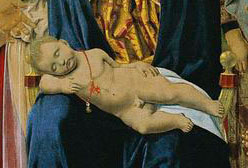
Piero della Francesca, Pala di Brera (dettaglio)